# Кшиштовский, Михаил Александрович
Михаи́л Алекса́ндрович Кшишто́вский (род. 6 февраля 1988, Москва, СССР) — российский видеоблогер, актёр озвучивания, ведущий и обозреватель кинофильмов. Один из ведущих тревел-шоу «Пора валить!».

## Биография
Родился 6 февраля 1988 года в Москве. После окончания школы поступил в РГУ нефти и газа, но позже ушёл оттуда, так как хотел заниматься программированием, которым он в то время увлекался. После РГУ нефти и газа поступил во ВГИК на сценарный факультет.

## Творчество
В 2006 году Кшиштовский зарегистрировал канал «Михаил Кшиштовский» на видеохостинге YouTube, куда под псевдонимом Психодозер, выкладывал юмористические видео. Основным форматом видео на этом канале стали скетчи и летсплеи.
В 2010 году завёл второй YouTube-канал под названием «Канал Кшиштовского», куда первые несколько лет также выкладывал скетчи и свои впечатления.

### Прямые эфиры
С 2014 на канале начали выходить прямые трансляции под названием «Сраные эфиры». В 2016 году эта рубрика переросла в «Легендарный подкаст» — прямой эфир на котором Кшиштовский и его друг Кир Агашков стали отвечать на вопросы зрителей.

### «Жиза»
С 2015 по 2016 Кшиштовский выпускал веб-сериал «Жиза», представляющий собой сборник скетчей, в которых он исследовал абсурдные бытовые ситуации. В съёмках одной из серий сериала участвовал видеоблогер BadComedian.[значимость факта?]

### Обзоры кинофильмов
В 2015 году Кшиштовский начал выпускать рубрику «Кшиштан о», в которой он в сатирической форме стал обозревать новинки киноиндустрии. К 2019 году эту рубрика приобретёт название «Киносрач». В 2021 году ввёл в рубрику «аниме-сегмент».

## Карьера
В 2008 году Кшиштовский под псевдонимом DJ Жзяцля вёл интернет-радио «Воруй-Убивай» на сайте «Упячка».
В начале 2010-х годов Кшиштовский начал тренировать свой голос, чтобы заняться профессиональной озвучкой. Подспорьем послужил положительный отзыв от актёра озвучивания Петра Гланца. В декабре 2012 года Кшиштовский открыл студию звукозаписи Jaskier, также известную, как «Яскъер», которая объявила о прекращении своей работы в апреле 2022 года. Студия специализировалась на переводе американских сериалов, фильмов и мультфильмов.
В течение 2010-х годов озвучивал фильмы, а затем и видеоигры. Участвовал в специальных озвучках сериалов, таких как Ривердейл и Офис.
В 2012 году Кшиштовский присоединился к тревел-шоу «Пора валить!» в качестве одного из ведущих.
В 2012 году занимался сценарием и снимался в эпизоде сериала «Полицейские будни», выпускаемого проектом «„Спасибо“, Ева!». В 2013 году вместе с Данилой Поперечным вёл рубрику «Не переключайтесь» на канале школы видеомейкеров «Давай лайма». С 2014 года участвует в различных шоу проекта «КликКлак», таких как «Дай леща» и «Зашкварные истории», а в 2019 году вёл на YouTube-канале «КликКлак» собственную развлекательную рубрику, совместно с Русланом Усачевым. С 2017 года неоднократно был приглашённым гостем на YouTube-канале «Satyr». В 2018 году запускает шоу «ДетИктив», в котором он задаёт детям каверзные вопросы. С 2018 года - сценарист и актёр в сериалах YouTube-канала «ЕГОР» таких, как «Западный YouTube по-русски», «Чёрное зеркало по-русски» и «Во все тяжкие по-русски», также известном под названием «Во все ватные». В 2020 году Михаил озвучивал некоторые эпизоды мультфильма «Я это уже видел» за авторством Сыендука.
В 2017 году Кшиштовский, совместно со своим другом и соведущим по тревел-шоу «Пора валить!» Русланом Усачевым, посетил шоу «Вечерний Ургант».
27 июля 2019 года был задержан в ходе протестных акций на Трубной площади в Москве. Он был задержан полицией, во время проведения прямой трансляции в Инстаграме, при этом находясь на расстоянии от основного скопления протестующих. 31 июля того же года Бабушкинский районный суд выписал ему штраф в размере 20 тысяч рублей.

### Фильмография
| Год  |    | Название                 | Роль                                   |
| ---- | -- | ------------------------ | -------------------------------------- |
| 2022 | мс | Metal Family             | Др. Пырх                               |
| 2022 | мс | Умка                     | чайка Пычик / ведущий радио (23 серия) |
| 2022 | мф | Чинк: Хвостатый детектив | енот Ник                               |
| 2023 | мс | Ну, погоди! Каникулы     | Заяц (с 27 серии)                      |
| 2024 | мф | Крошки                   | Попугай Кеша                           |
|      | мф | Кеша на Таити            | Попугай Кеша                           |

### Дубляж
- 2012 — Команда мечты — Райан Дзиани
- 2012 — Клубничный рай
- 2012 — Яблочный спас
- 2013 — Париж любой ценой — Мехди, Мистер Чан
- 2014 — Вечность — Лукас Валь
- 2014 — Банда котиков — Офицер Диббл
- 2015 — Взорвать Гитлера — Эльзер
- 2015 — Ультраамериканцы[40] — Майк Хауэлл
- 2015 — Заблудившиеся
- 2016 — 2:22
- 2018 — Ривердейл[14] — Арчи (закадровое озвучивание для телеканала «Пятница!»)
- 2019 — Офис[15][41] — Джим (закадровое озвучивание для сервиса «Кинопоиск»)
- 2022 — Семья шпиона — Юрий Брайер[42]
- 2023 — Семья шпиона (2 сезон) — Юрий Брайер[43]
- 2024 — Планета обезьян: Новое царство — Анайя
- 2024 — Нико: За пределами северного сияния — Нико

### Озвучивание игр
- 2014 — Far Cry 4[44] — Динеш, Офицер информации сил повстанцев
- 2019 — Apex Legends[45] — Мираж
- 2020 — Call of Duty: Black Ops Cold War — Рихтер Лукас
- 2020 — Watch Dogs: Legion[45] — Далтон Вольф
- 2020 — Assassin’s Creed Valhalla[46] — Кёлберт, другие NPC
- 2020 — Cyberpunk 2077 — NPC
- 2021 — Outriders
- 2021 — Ratchet & Clank: Rift Apart — Хламбот
- 2022 — Dying Light 2: Stay Human — NPC
- 2022 — Horizon Forbidden West— NPC
- 2025 — Apex Legends — Спароу